# Freddy Mveng
Freddy Mveng Mbezele (Maroua, 29 maggio 1992) è un calciatore camerunese naturalizzato svizzero, centrocampista del Bienne.

## Palmarès

### Club

#### Competizioni nazionali
- Promotion League: 1

Neuchâtel Xamax: 2014-2015